# Костянтин Великий
Костянти́н Вели́кий (лат. Constantinus Magnus), Костянти́н I (лат. Constantinus I) або Фла́вій Вале́рій Авре́лій Костянти́н (лат. Flavius Valerius Aurelius Constantinus, 27 лютого 272 — 22 травня 337) — імператор Римської імперії в 306—337 роках, переніс столицю імперії до Константинополя, видав Міланський едикт, який дозволив вільне сповідування християнства в імперії. Мав спеціальні титули перемоги: Germanicus Maximus («великий переможець Германський») у 307, 308, 314 і 328 рр.; Sarmaticus Maximus («великий переможець Сарматський») у 323 і 334 рр.; Gothicus Maximus («Великий переможець Готський») у 328 і 332 рр.; Dacicus Maximus («великий переможець Дакії») 336 р.
Наступник імператора Діоклетіана. Як язичник 312 року перед битвою зі своїм суперником Максенцієм, правителем Італії, мав видіння Хреста («Під цим знаком переможеш»). Він звелів своїм воїнам нанести монограми Христа на щити й, здобувши перемогу, незабаром своїм Міланським едиктом (313) дозволив сповідування християнства в усій Римській імперії. Перемігши всіх своїх суперників, став єдиним правителем і з політичних міркувань переніс столицю імперії до Віза́нтія, пізніше названого Константинополем. Християнський святий, визнаний рівноапостольним.

## Батьки
Народився в Мезії в місті Несс (сучасний Ниш, Сербія) 27 лютого близько 272 року (точний рік народження не встановлений). Батьком його був Констанцій I Хлор (Флавій Валерій Констанцій Хлор), згодом проголошений цезарем, а матір'ю — Олена, яка також була шляхетного роду. Історик Евтропій стверджує, що Констанцій був людиною м'якою, скромною й при цьому відрізнявся терпимістю до християн, християнкою була і його дружина. Згодом Констанцію довелося розлучитись із нею й одружитися з пасербицею імператора Максиміана Феодорою. При цьому Олена продовжувала займати чільне місце при дворі спочатку свого колишнього чоловіка, а потім і сина.

## Здобуття влади
У 285 році імператор Діоклетіан затвердив нову систему управління імперією, згідно з якою при владі знаходилися не один, а одразу 4 правителі, двоє з яких називалися Августами (старшими імператорами), а двоє інших Цезарями (молодшими). Передбачалося, що через 20 років правління августи зречуться влади на користь цезарів, які, у свою чергу, також повинні були призначити собі наступників.
У тому ж році Діоклетіан обрав собі у співправителі Максиміана, при цьому віддавши йому в управління західну частину імперії, а собі залишивши багатий схід. У 293 році августи обрали собі наступників. Одним із них і став батько Костянтина, Констанцій, що був тоді префектом Галлії, місце іншого зайняв Галерій, який згодом став одним з найжорстокіших гонителів християн.
У 305 році, через 20 років після встановлення тетрархії, обидва августи подали у відставку, а Констанцій I Хлор і Галерій стали повноправними правителями імперії (перший на заході, а другий на сході).
Констанцій, який отримав владу августа, мав уже дуже слабке здоров'я, і його співправитель сподівався на його швидку смерть. Відчувши наближення смерті, Констанцій побажав бачити свого сина Костянтина, який тоді був практично на правах заручника, у столиці східного августа Нікомедії. Галерій не бажав відпускати Костянтина до батька, тому що боявся, що воїни оголосять його августом, що не входило в плани імператора. Він хотів підпорядкувати собі всю імперію, поставивши на місце Констанція свого ставленика Флавія Севера.
Таємно під час відсутності Галерія Костянтин утік з полону і вирушив до міста Йорк, що в римській Британії, до свого батька, який перед смертю встиг передати йому владу над Заходом. Галерію довелося змиритися з цим, але під приводом, що Костянтин ще дуже молодий, він визнав його тільки цезарем. Августом він призначив Севера. Формально Костянтин займав статус підлеглого у відношенні до Флавія Севера, але насправді це було не так. У Галлії, де знаходилася резиденція Костянтина, стояли легіони, особисто віддані йому, населення провінції підтримувало його, завдяки м'якій та справедливій політиці його батька, натомість Флавій Север не мав такої міцної основи.

### Повстання Максенція

Римський світ під час громадянської війни 306—324

306 року в Римі відбулося повстання, у ході якого Максенцій, син Максиміана, прийшов до влади. Костянтин охоче пішов на угоду з ним, намагаючись використовувати його для знищення Флавія Севера. Намагаючись придушити повстання, Север обложив Рим, але взяти його не зміг і відступив у добре укріплену Равенну. Максиміан, що повернувся до влади після проголошення сина цезарем, пішов на хитрість. Він переконав Севера, що серед його наближених проти нього укладена змова, і якщо він здасться на милість Максиміану, йому збережуть життя. Коли Север здався, його привезли до Риму й змусили накласти на себе руки. Після його загибелі сам імператор Галерій намагався придушити повстання. Він вторгся до Італії, однак нічого не зміг заподіяти неприступним твердиням Риму і Равенни. У 308 році замість Севера він оголосив августом Заходу імперії Ліцинія, який реально контролював лише балканські провінції. У цьому ж році цезар Максиміан Даза оголосив себе августом, і Галерій був змушений надати Костянтину такий самий титул (тому що до цього вони обидва були цезарями). Таким чином, у 308 році імперія опинилася під владою одразу 5 повноправних правителів, кожен з яких не підкорявся іншому.

### Змова Максиміана
Незабаром Максиміан Геркулій, що не бажав ділити владу з сином, залишив Рим і вирушив в Арелат (сучасний Арль у Франції) до Костянтина, який доводився йому зятем. У 310 році Максиміан, який перебував в Арелаті як приватна особа, розпустив чутки про смерть Костянтина й захопив владу. Але більша частина армії залишилася вірна Костянтинові, який у цей момент був у поході проти франків. Незабаром почувши про повстання, він швидко повернувся. Максиміан утік до Массилії, але місцеві жителі відкрили ворота військам Костянтина. Імператор зберіг Максиміану життя, однак той, втративши надію на володіння владою, наклав на себе руки. За іншою версією він був страчений Костянтином. Після смерті Максиміана його ім'я було стерто з усіх написів, а зображення знищені.

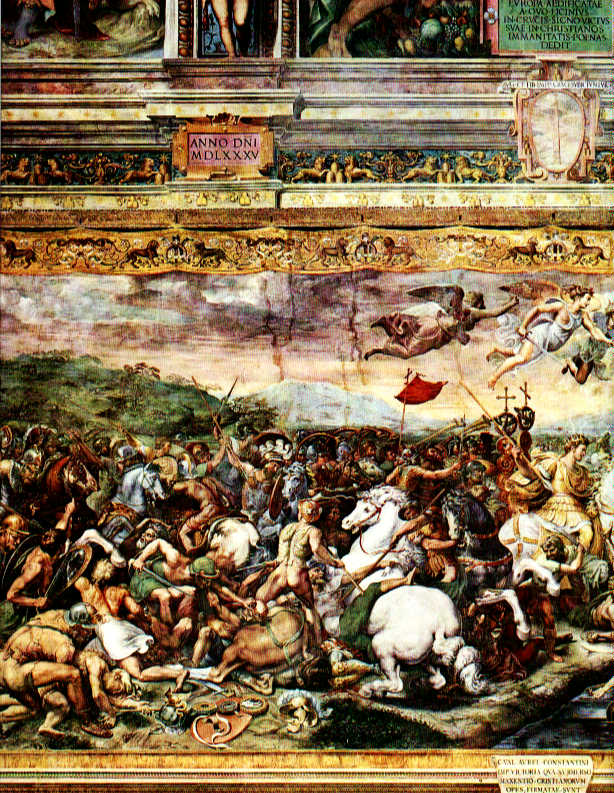
Фреска «Битва біля Мульвійського мосту», Джуліо Романо, Апостольський палац

### Війна з Максенцієм

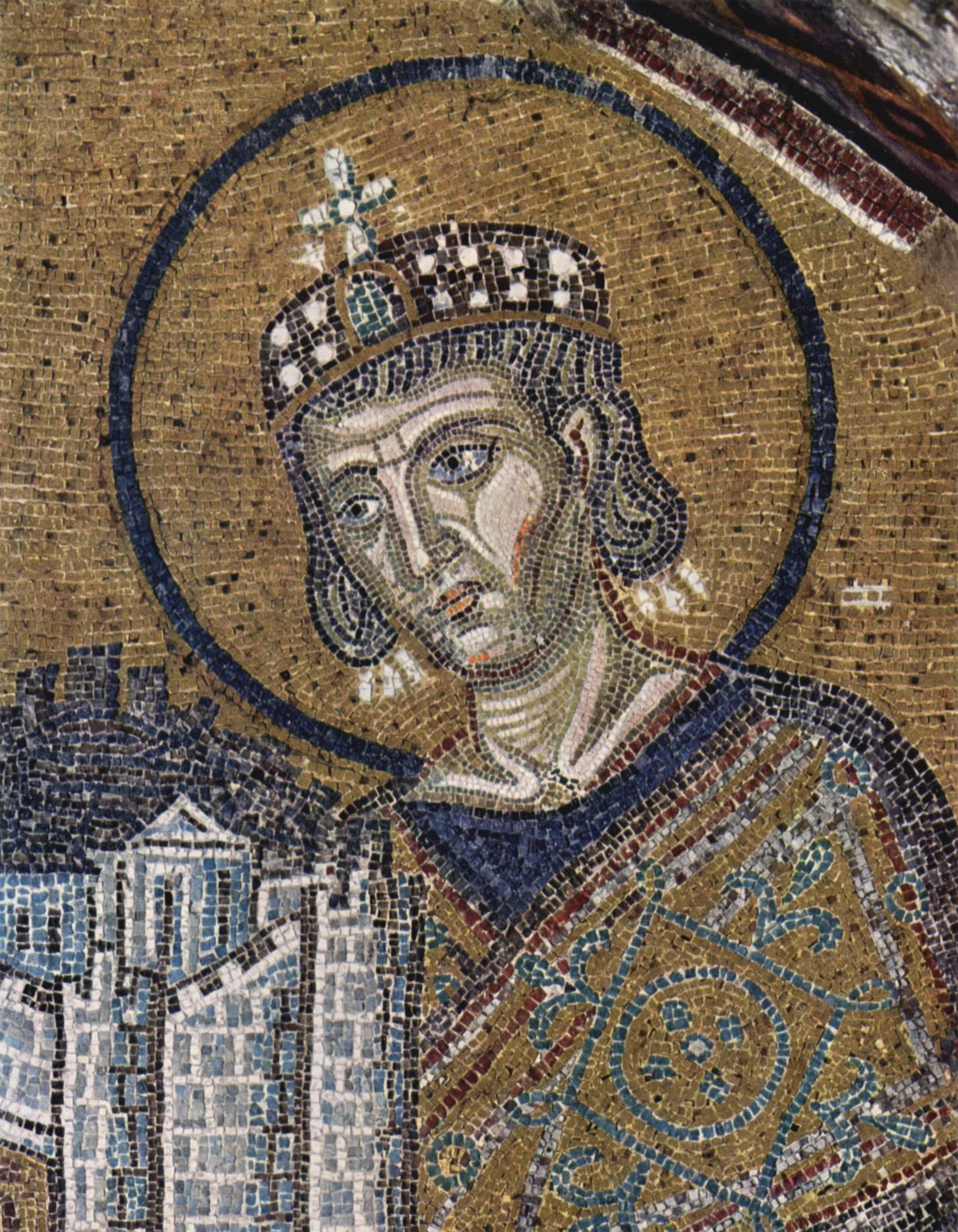
Візантійська мозаїка із зображенням Костянтина в Соборі святої Софії, Костянтинополь

У 312 році тепер уже Костянтин рушив зі своїми військами проти Максенція, влада якого на той час перетворилася в жорстоку тиранію. Порочний та порожній, він обтяжив народ непосильними податками, доходи від яких витрачав на пишні святкування та грандіозні будівництва. Однак він володів великим військом, що складалося з гвардії преторіанців, а також маврів та італіків. У кількох битвах Костянтин розгромив сили Максенція, який у цей момент давав у Римі ігри на честь свого дня народження. Нарешті, коли війська Костянтина стояли вже біля самого Рима, він зустрівся з противником поблизу Мульвійського мосту, але війська того почали тікати, а сам він, піддавшись страху, кинувся до зруйнованого мосту й потонув у Тибрі. 28 жовтня 312 року Костянтин урочисто вступив до Риму. На честь цієї перемоги в столиці була поставлена грандіозна арка Костянтина. Утім, в імперії залишалося ще двоє августів. Це були Максиміан Даза і Ліциній — ставленики Галерія (сам він до того часу вже помер).

### Війна з Ліцинієм
У 313 році Максиміан Даза був переможений Ліцинієм, який приєднав його володіння до своїх. Таким чином він став правителем більшої частини імперії, що охоплювала всю Азію, Єгипет і Балкани, Костянтину ж залишалися Галлія, Італія, Африка та Іспанія.
У 314 році війська обох августів зустрілися. Ліциній зазнав поразки та за мирним договором віддавав переможцю Паннонію, Далмацію, Дакію, Македонію та Грецію. Проте через 10 років у 324 році їх війська знову зійшлися, і в рішучій битві поблизу міста Адріанополь у Фракії Костянтин знову здобув перемогу. Ліциній утік до добре укріпленої Нікомедії. Костянтин запропонував йому зректися влади в обмін на збереження життя. Ліциній погодився.
18 вересня 324 року Костянтин був офіційно оголошений єдиним правителем імперії. Ліцинія вислали до Фессалонік, де таємно вбили, не зважаючи на домовленість.

## Політика у сфері релігії
На початку свого правління Костянтин, як і всі імператори, був язичником. У 310 році після відвідин священного гаю Аполлона, йому нібито навіть з'явилося видіння бога сонця. Проте вже через 2 роки під час війни з Максенцієм, за словами Костянтина, до нього уві сні з'явився Христос, який наказав накреслити на щитах і прапорах свого війська букви ХР, на наступний день Костянтин побачив у небі обриси хреста. Після перемоги над Ліцинієм у 313 році Костянтин наполіг на ухваленні для християн свободи віросповідання, видавши Міланський едикт. Сам Костянтин прийняв хрещення лише перед смертю, що не заважало йому втручатися в тонкі релігійні суперечки, як наприклад, на Першому Нікейському соборі 325 року, де він рішуче підтримав кафолістів проти аріан. По всій імперії зводилися церкви. Часом для їх зведення розбиралися старі язичницькі храми.

### Дар Костянтина

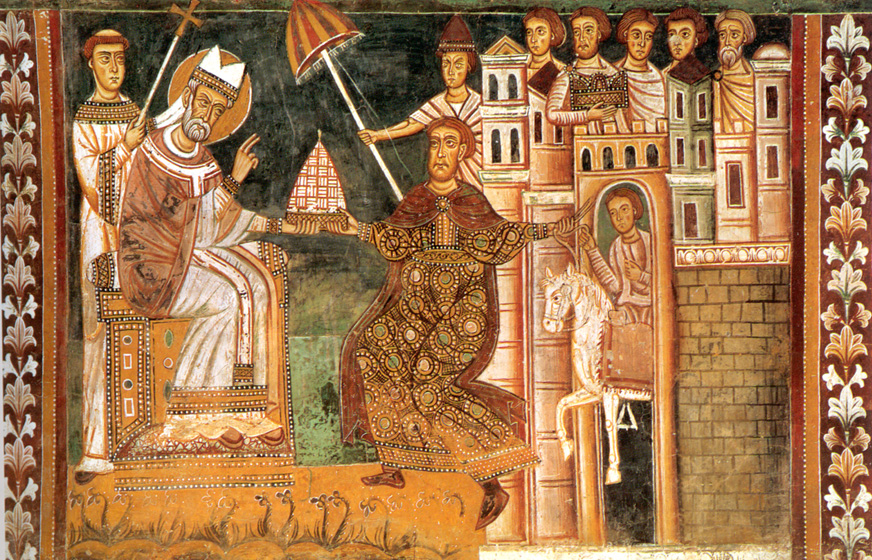
Фреска 13 століття, яка зображує Костянтина Великого, папу Сільвестра I і момент передачі «Дара», церква Санті Куаттро Коронаті в Римі

Костянтиновим даром іменувалася грамота, нібито видана імператором Костянтином Великим папі Сільвестру, у якій імператор оголошував, що передає Папі Римському владу над усією західною частиною Римської імперії, а сам вирішив виїхати до Костянтинополя. Ця грамота в дійсності була сфабрикована в папській курії близько середини 8 століття задля обґрунтування світської влади пап, яка щойно виникла, і особливо їхніх домагань на верховенство над мирською владою на Заході. Перші сумніви щодо автентичності документа виникли ще в Середньовіччі. Остаточно довів факт фальсифікації італійський гуманіст Лоренцо Валла у творі «Про фальшивість Костянтинового дару» (1440), опублікованому 1517 року.

## Правління Костянтина

### Адміністративна політика
Ставши повновладним правителем імперії, Костянтин продовжив політику Діоклетіана із закріплення вільних землеробів за їхнею землею, при цьому сильно зросли податки, адже після майже 20 років громадянських воєн державі потрібні були кошти на відновлення імперії. Також Костянтин розгорнув бурхливу будівельну діяльність, що також вимагало додаткових витрат. Державу було розділено Костянтином на 4 округи: Схід, Іллірію, Італію і Галлію, які ділилися на дрібніші адміністративні одиниці — дієцезії. Він також заснував державну раду при імператорі — консисторій. За Костянтина продовжилася подальша варваризація армії.

### Грошова реформа
Після нестримної інфляції в третьому столітті, пов'язаної з виробництвом паперових грошей для оплати державних витрат[джерело?], Діоклетіан намагався відновити надійне карбування срібних і золотих монет. Костянтин залишив цю консервативну грошово-кредитну політику, воліючи замість цього сконцентруватися на карбуванні великої кількості хороших стандартних золотих монет — солідусів, зі сплаву золота та срібла, щоб забезпечити можливість збереження фідуціарного карбування поряд із золотим стандартом. Анонімний автор, можливо сучасник, у Трактаті про військову справу «De rebus belicis» постановив, що внаслідок цієї грошово-кредитної політики, розкол між класами розширився: багаті мали чималу вигоду від стабільної купівельної спроможності на золоту монету, а бідні були постійно принижені. Пізніше такі імператори, як Юліан Відступник, спробували карбувати монети з міді.
Грошово-кредитна політика Костянтина була тісно поєднана з його релігійними віруваннями в тому плані, що збільшення карбування було пов'язано із едиктами про конфіскацію, прийнятими після 331 року і до 336 року — все золото, срібні і бронзові статуї з язичницьких храмів були оголошені власністю імперії. Два імперських комісари для кожної провінції отримали завдання зібрати ці статуї й переплавити їх для негайного карбування, за винятком бронзових статуй, які використовувались як громадські пам'ятки для облаштування нової столиці Костянтинополя.

### Зведення Константинополя
Складно було знайти зручний адміністративний центр, столицю для величезної Римської імперії з її різними провінціями за часів, коли загроза з боку зовнішніх ворогів стала постійною та значною, а сила, що їх об'єднувала, почала слабшати. Система стратегічних доріг могла прискорити переміщення військ та прискорити постачання розвідувальної інформації, проте не могла виключити необхідність присутності імператора на зручній відстані від його передових армій та в місці, що дало б йому змогу з мінімально можливою втратою часу опинитись у важливих провінціях, щоб придушити заколоти. Ця потреба вже призвела до переміщення імператорської резиденції до інших італійських міст, наприклад Мілана. Постійно зростаюча потреба в подальшій централізації, щоб утримати імперію від розпаду, а також збільшення внаслідок цього бюрократії вплинули на короткочасне вирішення проблеми Діоклетіаном, а саме на поділ імперії між чотирма співправителями, двома августами та їхніми цезарями, що передбачило зростаюче відокремлення Сходу та Заходу.
До IV століття місто Рим перестало бути резиденцією імператорів. В умовах постійної небезпеки зовнішнього вторгнення правитель повинен був знаходиться ближче до кордонів імперії. З цієї точки зору розташування столиці було незручним. Тому, починаючи з Діоклетіана, імператори мали свої резиденції в містах, що більше відповідали стратегічним цілям оборони держави. Такими містами були Трір у Германії, Нікомедія в Малій Азії, Аквілея та Мілан у Північній Італії.
Костянтин не був виключенням із цього правила. Уперше він відвідав Рим після перемоги над Максенцієм, згодом побувавши там тільки два рази. Костянтин загорівся мрією створити нову столицю, яка символізувала б початок нової епохи в історії Риму. Основою для майбутнього міста послужило стародавнє грецьке місто Віза́нтій, розташоване на європейському узбережжі Босфору. Старе місто було розширене й оточене неприступними фортечними стінами. У ньому був зведений іподром і безліч храмів, як християнських, так і язичницьких. З усієї імперії до Візантія звозилися твори мистецтва: картини, скульптури. Будівництво розпочалося в 324 році і через 6 років 11 травня 330 року Костянтин офіційно переніс столицю Римської імперії до Візантія і назвав його Новим Римом (грец. Νέα Ῥώμη, лат. Nova Roma), однак ця назва не набула широкого вжитку і вже за життя імператора місто стали називати Константинополем — тобто містом Костянтина.

### Страти Кріспа і Фаусти
На початку літа 326 року сина Костянтина Кріспа (Флавій Юлій Крісп) схопили і стратили за наказом його батька-імператора. Причини цього до кінця невідомі. Ймовірно, це сталося через наклеп мачухи Кріспа Фаусти, яка намагалася розчистити дорогу до трону своїм синам: вона звинуватила Кріспа в тому, що він намагався її зґвалтувати, і підкупила декількох сенаторів, щоб вони підтвердили це. Однак уже за місяць після страти сина Костянтин, мабуть, розкривши обман дружини, звелів замкнути її в лазні, де вона задихнулася від жару.

## Останні роки

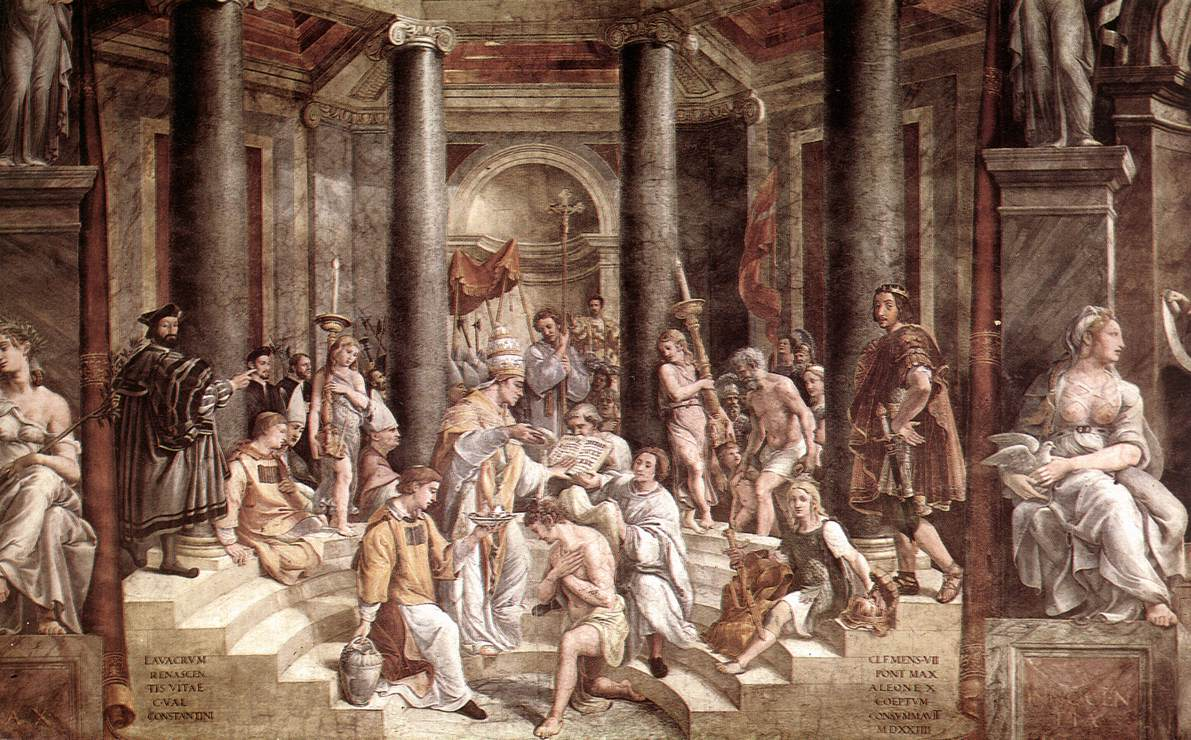
Фреска Хрещення Костянтина, Жанфреско Пенні

Язичницькі укладачі історичних хронік відзначали, що безперечний успіх, що супроводжував Костянтина в усіх його справах, зрештою ненайкращим чином вплинув на нього. Ставши фактично володарем світу, Костянтин оточив себе азійською пишнотою і став, за свідченнями Евтропія, нечуваним марнотратником. Він одягався і поводив себе як східний деспот: носив фарбовану перуку, довгі, строкаті шовкові шати, прикрашав себе безліччю дорогоцінних каменів, намистами та браслетами. Якщо раніше Костянтин не терпів наклепників і донощиків, то тепер став таким підозрілим, що в особливому едикті заохотив їх обіцянкою нагород і відзнак.
Незадовго до смерті Костянтин провів вдалу війну проти готів і сарматів.
На початку 337 року хворий імператор вирушив до Єленополіса задля користування ваннами. Відчувши себе гірше, він звелів перевезти себе в Нікомедію і тут на смертному одрі Костянтина охрестив аріанський єпископ Євсевій Нікомидійський. Перед смертю, зібравши єпископів, він зізнався, що мріяв прийняти хрещення у водах Йордану, але з волі Божої приймає його тут (Євсевій: «Життя Костянтина»; 4; 62).
Костянтин заздалегідь розділив Римську імперію між своїми трьома синами: Костянтин II (правив у 337—340) отримав Британію, Іспанію і Галлію; Констанцій II (правив у 337—361) отримав Єгипет і Азію; Констант (правив у 337—350) отримав Африку, Італію і Паннонію, а після смерті його брата Костянтина II в 340 році до нього повністю відійшов Захід. Іллірик, Вірменія і Понт дісталися двом племінникам Костянтина, Делмацію та Ганнібаліану. Не можна сказати, щоб такий розподіл було далекоглядним: одразу після смерті Костянтина майже всі його родичі були винищені армією, яка бажала захистити престол від нових претендентів. Сутички між спадкоємцями тривали й далі, до тих пір, поки в 350 році не залишився один-єдиний імператор Констанцій II.

## Підсумки правління Костянтина
За формулюванням Едурада Гіббона, вплив цього імператора як на свій час, так і на наступні історичні етапи був величезним та багатогранним. Він почав провадити нову політику, побудував нову столицю й підтримав нову релігію. Він знову підняв велич римського імені і вселив страх у сусідів. Сучасники називали його відновлювачем держави, а багато хто навіть вважав, що він, вслід за Ромулом, заснував її вдруге.
Після трьох століть гонінь християнство, за Міланським едиктом, здобуло дозвіл на вільний розвиток та розповсюдження. Православна церква канонізувала імператора Костянтина та іменує його рівноапостольним (вшанування пам'яті святого — 21 травня), утім у католицькій церкві Костянтин ніколи не був причислений до лику святих.
Костянтин заснував Собор Святого Петра в Римі. Цій події присвячена кінна статуя Костянтина роботи Берніні, встановлена на Королівських сходах у Ватикані. Сцени з його життя зображено Рафаелем у залі Костянтина у Ватикані, а Рубенс зробив дванадцять ескізів із життя Костянтина для гобеленів.

## «Історія» Джефрі Монмутського

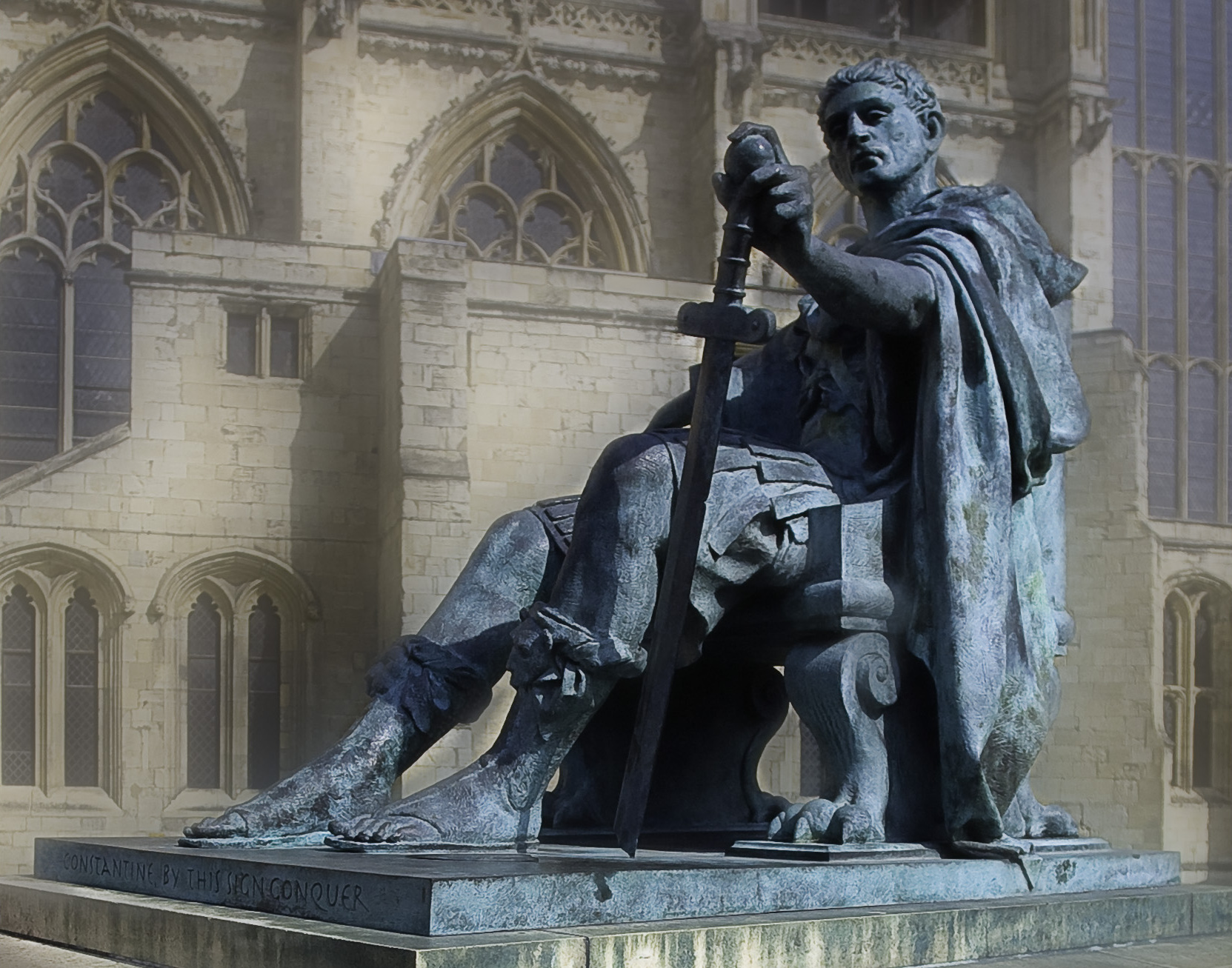
Статуя Костянтину І в Йорку, Північна Англія

Завдяки славі Костянтина І і його проголошенню імператором на території Римської Британії, пізні брити вважали Костянтина за царя свого власного народу. У XII столітті Генріх Гантінгдонський включив до своєї «Historia Anglorum» главу про те, що Костянтинова мати Олена насправді була британкою, дочкою короля Коула Колчестерського. Джефрі Монмутський розширив цю історію у своїй високо белетризованій «Historia Regum Britanniae», а також навів перелік усіх королів Британії від їхніх троянських коренів до англосаксонського вторгнення. Згідно зі свідченнями Джеффрі Монмутського, Коул був королем бритів тоді, коли Констанцій, тодішній сенатор, приїхав до Британії. Побоюючись римлян, Коул дотримувався римського права до тих пір, поки зберігав своє царство. Однак він помер всього через місяць, і Констанцій сам вступив на престол, одружившись із дочкою Коула Оленою. У них народився син Костянтин, який і став наступником свого батька, тобто королем Британії, перш ніж стати римським імператором.
Історично така серія подій вкрай малоймовірна. Констанцій вже залишив Олену до часу, коли вирушив у Британію. Крім того, жодне з більш ранніх джерел не засвідчує те, що Олена народилася в Британії, не кажучи про те, що вона була принцесою. Джерела історії, викладеної Джефрі Монмутським, невідомі, хоча, можливо, вони складають втрачену агіографію Олени.

### античні джерела
- Афанасій Александрійський. Apologia conta Arianos (Захист від арріан) бл. 349.
- Аврелій Віктор, Liber de Caesaribus (Книга цезарів) бл. 361.
- Євсевій Кесарійський. Historia Ecclesiastica (Церковна історія) бл. 300.
- Флавій Евтропій, Breviarium ab Urbe Condita (Скорочена історія від заснування міста) бл. 369.
- Фест, Breviarium Festi (Скорочена історія Феста) бл. 370.
- Ієронім, Chronicon (Хронікон) бл. 380.
- Йордан, De origine actibusque Getarum [Готика] (Походження та діяння готів) бл. 551.
- Лактанцій, Liber De Mortibus Persecutorum (Книга про смерть переслідувачів) бл. 313-15.
- Лібаній, Orationes (Ораторії) бл. 362-65.
- Орозій, Historiarum Adversum Paganos Libri VII (Сім книг історії проти паганства) бл. 417.
- XII латинський панегірик 289, 291, 297, 298, 307, 310, 311, 313 і 321.
- Філосторгій, Historia Ecclesiastica (Церковна історія) бл. 433.
- Праксагор Афінський, Historia (Історія [Костянтина Великого]) бл. 337. [фрагменти]
- Сократ Схоластик, Historia Ecclesiastica (Церковна історія) бл. 443.
- Созомен, Historia Ecclesiastica (Церковна історія) бл. 445.
- Феодоріт Кірський, Historia Ecclesiastica (Церковна історія) бл. 448.
- Зосім, Historia Nova (Нова історія) бл. 500.